# Ducado de Ánsola
El ducado de Ánsola es un título nobiliario español con grandeza de España. Fue concedido con dicha grandeza durante la minoridad del rey Alfonso XIII por su madre la reina regente María Cristina de Habsburgo-Lorena, en favor de Luis de Jesús de Borbón y Borbón, primo carnal de su difunto marido el rey Alfonso XII, mediante Real Decreto del 30 de mayo de 1886 y Real Despacho del 15 de marzo de 1887.
El concesionario era hijo tercero de los infantes de España Don Sebastián Gabriel de Borbón y Braganza, infante también de Portugal, gran prior de Castilla y León de la Orden de San Juan de Jerusalén, y Doña María Cristina de Borbón y Borbón, su segunda mujer, hermana del rey Francisco de Asís. 
Este ducado fue el primer título creado durante el reinado de Alfonso XIII, y su denominación hace referencia al lugar y alquería de Ánsola, en el municipio granadino de Pinos Puente.

## Lista de duques de Ánsola
|                                     | Titular                                      | Periodo                             |
| Creación por Alfonso XIII de España | Creación por Alfonso XIII de España          | Creación por Alfonso XIII de España |
| ----------------------------------- | -------------------------------------------- | ----------------------------------- |
| i                                   | Luis de Jesús de Borbón y Borbón             | 1886-1889                           |
| ii                                  | Luis Alfonso de Borbón y Bernaldo de Quirós  | 1896-1942                           |
| iii                                 | Manfredo Luis de Borbón y Bernaldo de Quirós | 1952-1979                           |
| iv                                  | Juan Jorge Walford y de Borbón               | 1982-1989                           |
| v                                   | María Cecilia Walford Hawkins y de Borbón    | 1989-hoy                            |

## Historia de los duques de Ánsola
- Luis de Jesús de Borbón y Borbón (1864-1889), i duque de Ánsola.

Contrajo matrimonio morganático con Ana Germana Bernaldo de Quirós y Muñoz, i marquesa de Atarfe, hija de los marqueses de Campo Sagrado. Le sucedió su hijo:
- Luis Alfonso de Borbón y Bernaldo de Quirós (1887-1942), ii duque de Ánsola, caballero Maestrante de Granada.[2]

Casó con Beatrice Mary Harrington. Sin descendencia. Le sucedió su hermano:
- Manfredo Luis de Borbón y Bernaldo de Quirós (1889-1979), iii duque de Ánsola, i duque de Hernani, ii marqués de Atarfe, caballero de la Orden de San Juan de Jerusalén y maestrante de Granada.[3]

Casó en primeras nupcias con Leticia Santa Marina y Romero. Sin sucesión.
Casó en segundas con María Teresa de Mariátegui y Arteaga, hija del conde de Quintana de las Torres y de la xv marquesa de La Guardia. Nuevamente sin descendencia. El ducado fue heredado por su pariente Juan Jorge Walford y Borbón:
- Juan Jorge Walford y Borbón (1912-1999), iv duque de Ánsola, iii duque de Marchena.[4]

Casó con María Emmie Hawkins y Rincón. Le sucedió su hija:
- María Cecilia Walford Hawkins y de Borbón (n. 1940), v y actual duquesa de Ánsola desde el 25 de septiembre de 1989.[4]

Casó con Fernando Finat y Bustos, vii marqués de las Almenas desde 1957, xv marqués de Salinas del Río Pisuerga desde 1980, abogado y profesor en la Universidad de Madrid.

## Árbol genealógico
|                                                      |                                                      |                                                                           |                                                              |                                                              |                                                              |                                                              |                                                              | Carlos III de España (1716-1788)                                      |                                                     |                                                     |                                                     |                                                     |                                                     |  |  |                                                        |                                                        |                                                        |                                                        |                                                        |                                                        |  |  |                                                                         |                                                                         |                                                                         |                                                                         |                                                                         |                                                                         |  |  |  |  |  |  |  |  |  |  |
|                                                      |                                                      |                                                                           |                                                              |                                                              |                                                              |                                                              |                                                              |                                                                       |                                                     |                                                     |                                                     |                                                     |                                                     |  |  |                                                        |                                                        |                                                        |                                                        |                                                        |                                                        |  |  |                                                                         |                                                                         |                                                                         |                                                                         |                                                                         |                                                                         |  |  |  |  |  |  |  |  |  |  |
|                                                      |                                                      |                                                                           |                                                              |                                                              |                                                              |                                                              |                                                              | Gabriel de Borbón, infante de España (1752-1788)                      |                                                     |                                                     |                                                     |                                                     |                                                     |  |  |                                                        |                                                        |                                                        |                                                        |                                                        |                                                        |  |  |                                                                         |                                                                         |                                                                         |                                                                         |                                                                         |                                                                         |  |  |  |  |  |  |  |  |  |  |
|                                                      |                                                      |                                                                           |                                                              |                                                              |                                                              |                                                              |                                                              |                                                                       |                                                     |                                                     |                                                     |                                                     |                                                     |  |  |                                                        |                                                        |                                                        |                                                        |                                                        |                                                        |  |  |                                                                         |                                                                         |                                                                         |                                                                         |                                                                         |                                                                         |  |  |  |  |  |  |  |  |  |  |
|                                                      |                                                      |                                                                           |                                                              |                                                              |                                                              |                                                              |                                                              | Pedro Carlos de Borbón, infante de España y Portugal (1786-1812)      |                                                     |                                                     |                                                     |                                                     |                                                     |  |  |                                                        |                                                        |                                                        |                                                        |                                                        |                                                        |  |  |                                                                         |                                                                         |                                                                         |                                                                         |                                                                         |                                                                         |  |  |  |  |  |  |  |  |  |  |
|                                                      |                                                      |                                                                           |                                                              |                                                              |                                                              |                                                              |                                                              |                                                                       |                                                     |                                                     |                                                     |                                                     |                                                     |  |  |                                                        |                                                        |                                                        |                                                        |                                                        |                                                        |  |  |                                                                         |                                                                         |                                                                         |                                                                         |                                                                         |                                                                         |  |  |  |  |  |  |  |  |  |  |
|                                                      |                                                      |                                                                           |                                                              |                                                              |                                                              |                                                              |                                                              | Sebastián Gabriel de Borbón, infante de España y Portugal (1811-1875) |                                                     |                                                     |                                                     |                                                     |                                                     |  |  |                                                        |                                                        |                                                        |                                                        |                                                        |                                                        |  |  |                                                                         |                                                                         |                                                                         |                                                                         |                                                                         |                                                                         |  |  |  |  |  |  |  |  |  |  |
|                                                      |                                                      |                                                                           |                                                              |                                                              |                                                              |                                                              |                                                              |                                                                       |                                                     |                                                     |                                                     |                                                     |                                                     |  |  |                                                        |                                                        |                                                        |                                                        |                                                        |                                                        |  |  |                                                                         |                                                                         |                                                                         |                                                                         |                                                                         |                                                                         |  |  |  |  |  |  |  |  |  |  |
|                                                      |                                                      |                                                                           |                                                              |                                                              |                                                              |                                                              |                                                              |                                                                       |                                                     |                                                     |                                                     |                                                     |                                                     |  |  |                                                        |                                                        |                                                        |                                                        |                                                        |                                                        |  |  |                                                                         |                                                                         |                                                                         |                                                                         |                                                                         |                                                                         |  |  |  |  |  |  |  |  |  |  |
|                                                      |                                                      | Francisco María de Borbón, i duque de Marchena (1861-1923)                | Francisco María de Borbón, i duque de Marchena (1861-1923)   | Francisco María de Borbón, i duque de Marchena (1861-1923)   | Francisco María de Borbón, i duque de Marchena (1861-1923)   | Francisco María de Borbón, i duque de Marchena (1861-1923)   | Francisco María de Borbón, i duque de Marchena (1861-1923)   |                                                                       |                                                     |                                                     |                                                     |                                                     |                                                     |  |  | Luis de Jesús de Borbón, i duque de Ánsola (1864-1889) | Luis de Jesús de Borbón, i duque de Ánsola (1864-1889) | Luis de Jesús de Borbón, i duque de Ánsola (1864-1889) | Luis de Jesús de Borbón, i duque de Ánsola (1864-1889) | Luis de Jesús de Borbón, i duque de Ánsola (1864-1889) | Luis de Jesús de Borbón, i duque de Ánsola (1864-1889) |  |  |                                                                         |                                                                         |                                                                         |                                                                         |                                                                         |                                                                         |  |  |  |  |  |  |  |  |  |  |
|                                                      |                                                      | Francisco María de Borbón, i duque de Marchena (1861-1923)                | Francisco María de Borbón, i duque de Marchena (1861-1923)   | Francisco María de Borbón, i duque de Marchena (1861-1923)   | Francisco María de Borbón, i duque de Marchena (1861-1923)   | Francisco María de Borbón, i duque de Marchena (1861-1923)   | Francisco María de Borbón, i duque de Marchena (1861-1923)   |                                                                       |                                                     |                                                     |                                                     |                                                     |                                                     |  |  | Luis de Jesús de Borbón, i duque de Ánsola (1864-1889) | Luis de Jesús de Borbón, i duque de Ánsola (1864-1889) | Luis de Jesús de Borbón, i duque de Ánsola (1864-1889) | Luis de Jesús de Borbón, i duque de Ánsola (1864-1889) | Luis de Jesús de Borbón, i duque de Ánsola (1864-1889) | Luis de Jesús de Borbón, i duque de Ánsola (1864-1889) |  |  |                                                                         |                                                                         |                                                                         |                                                                         |                                                                         |                                                                         |  |  |  |  |  |  |  |  |  |  |
|                                                      |                                                      |                                                                           |                                                              |                                                              |                                                              |                                                              |                                                              |                                                                       |                                                     |                                                     |                                                     |                                                     |                                                     |  |  |                                                        |                                                        |                                                        |                                                        |                                                        |                                                        |  |  |                                                                         |                                                                         |                                                                         |                                                                         |                                                                         |                                                                         |  |  |  |  |  |  |  |  |  |  |
|                                                      |                                                      | María Cristina de Borbón, ii duquesa de Marchena (1889-1981)              | María Cristina de Borbón, ii duquesa de Marchena (1889-1981) | María Cristina de Borbón, ii duquesa de Marchena (1889-1981) | María Cristina de Borbón, ii duquesa de Marchena (1889-1981) | María Cristina de Borbón, ii duquesa de Marchena (1889-1981) | María Cristina de Borbón, ii duquesa de Marchena (1889-1981) |                                                                       |                                                     |                                                     |                                                     |                                                     |                                                     |  |  | Luis Alfonso de Borbón, ii duque de Ánsola (1887-1942) | Luis Alfonso de Borbón, ii duque de Ánsola (1887-1942) | Luis Alfonso de Borbón, ii duque de Ánsola (1887-1942) | Luis Alfonso de Borbón, ii duque de Ánsola (1887-1942) | Luis Alfonso de Borbón, ii duque de Ánsola (1887-1942) | Luis Alfonso de Borbón, ii duque de Ánsola (1887-1942) |  |  | Manfredo de Borbón, i duque de Hernani, iii duque de Ánsola (1889-1979) | Manfredo de Borbón, i duque de Hernani, iii duque de Ánsola (1889-1979) | Manfredo de Borbón, i duque de Hernani, iii duque de Ánsola (1889-1979) | Manfredo de Borbón, i duque de Hernani, iii duque de Ánsola (1889-1979) | Manfredo de Borbón, i duque de Hernani, iii duque de Ánsola (1889-1979) | Manfredo de Borbón, i duque de Hernani, iii duque de Ánsola (1889-1979) |  |  |  |  |  |  |  |  |  |  |
|                                                      |                                                      | María Cristina de Borbón, ii duquesa de Marchena (1889-1981)              | María Cristina de Borbón, ii duquesa de Marchena (1889-1981) | María Cristina de Borbón, ii duquesa de Marchena (1889-1981) | María Cristina de Borbón, ii duquesa de Marchena (1889-1981) | María Cristina de Borbón, ii duquesa de Marchena (1889-1981) | María Cristina de Borbón, ii duquesa de Marchena (1889-1981) |                                                                       |                                                     |                                                     |                                                     |                                                     |                                                     |  |  | Luis Alfonso de Borbón, ii duque de Ánsola (1887-1942) | Luis Alfonso de Borbón, ii duque de Ánsola (1887-1942) | Luis Alfonso de Borbón, ii duque de Ánsola (1887-1942) | Luis Alfonso de Borbón, ii duque de Ánsola (1887-1942) | Luis Alfonso de Borbón, ii duque de Ánsola (1887-1942) | Luis Alfonso de Borbón, ii duque de Ánsola (1887-1942) |  |  | Manfredo de Borbón, i duque de Hernani, iii duque de Ánsola (1889-1979) | Manfredo de Borbón, i duque de Hernani, iii duque de Ánsola (1889-1979) | Manfredo de Borbón, i duque de Hernani, iii duque de Ánsola (1889-1979) | Manfredo de Borbón, i duque de Hernani, iii duque de Ánsola (1889-1979) | Manfredo de Borbón, i duque de Hernani, iii duque de Ánsola (1889-1979) | Manfredo de Borbón, i duque de Hernani, iii duque de Ánsola (1889-1979) |  |  |  |  |  |  |  |  |  |  |
|                                                      |                                                      | Juan Jorge Walford, iii duque de Marchena, iv duque de Ánsola (1912-1999) |                                                              |                                                              |                                                              |                                                              |                                                              |                                                                       |                                                     |                                                     |                                                     |                                                     |                                                     |  |  |                                                        |                                                        |                                                        |                                                        |                                                        |                                                        |  |  |                                                                         |                                                                         |                                                                         |                                                                         |                                                                         |                                                                         |  |  |  |  |  |  |  |  |  |  |
|                                                      |                                                      |                                                                           |                                                              |                                                              |                                                              |                                                              |                                                              |                                                                       |                                                     |                                                     |                                                     |                                                     |                                                     |  |  |                                                        |                                                        |                                                        |                                                        |                                                        |                                                        |  |  |                                                                         |                                                                         |                                                                         |                                                                         |                                                                         |                                                                         |  |  |  |  |  |  |  |  |  |  |
|                                                      |                                                      |                                                                           |                                                              |                                                              |                                                              |                                                              |                                                              |                                                                       |                                                     |                                                     |                                                     |                                                     |                                                     |  |  |                                                        |                                                        |                                                        |                                                        |                                                        |                                                        |  |  |                                                                         |                                                                         |                                                                         |                                                                         |                                                                         |                                                                         |  |  |  |  |  |  |  |  |  |  |
| María Cecilia Walford, v duquesa de Ánsola (n. 1940) | María Cecilia Walford, v duquesa de Ánsola (n. 1940) | María Cecilia Walford, v duquesa de Ánsola (n. 1940)                      | María Cecilia Walford, v duquesa de Ánsola (n. 1940)         | María Cecilia Walford, v duquesa de Ánsola (n. 1940)         | María Cecilia Walford, v duquesa de Ánsola (n. 1940)         |                                                              |                                                              | Juan Jacobo Walford, iv duque de Marchena (n. 1941)                   | Juan Jacobo Walford, iv duque de Marchena (n. 1941) | Juan Jacobo Walford, iv duque de Marchena (n. 1941) | Juan Jacobo Walford, iv duque de Marchena (n. 1941) | Juan Jacobo Walford, iv duque de Marchena (n. 1941) | Juan Jacobo Walford, iv duque de Marchena (n. 1941) |  |  |                                                        |                                                        |                                                        |                                                        |                                                        |                                                        |  |  |                                                                         |                                                                         |                                                                         |                                                                         |                                                                         |                                                                         |  |  |  |  |  |  |  |  |  |  |
| María Cecilia Walford, v duquesa de Ánsola (n. 1940) | María Cecilia Walford, v duquesa de Ánsola (n. 1940) | María Cecilia Walford, v duquesa de Ánsola (n. 1940)                      | María Cecilia Walford, v duquesa de Ánsola (n. 1940)         | María Cecilia Walford, v duquesa de Ánsola (n. 1940)         | María Cecilia Walford, v duquesa de Ánsola (n. 1940)         |                                                              |                                                              | Juan Jacobo Walford, iv duque de Marchena (n. 1941)                   | Juan Jacobo Walford, iv duque de Marchena (n. 1941) | Juan Jacobo Walford, iv duque de Marchena (n. 1941) | Juan Jacobo Walford, iv duque de Marchena (n. 1941) | Juan Jacobo Walford, iv duque de Marchena (n. 1941) | Juan Jacobo Walford, iv duque de Marchena (n. 1941) |  |  |                                                        |                                                        |                                                        |                                                        |                                                        |                                                        |  |  |                                                                         |                                                                         |                                                                         |                                                                         |                                                                         |                                                                         |  |  |  |  |  |  |  |  |  |  |
| Elena Finat y Walford (n. 1962)                      |                                                      |                                                                           |                                                              |                                                              |                                                              |                                                              |                                                              |                                                                       |                                                     |                                                     |                                                     |                                                     |                                                     |  |  |                                                        |                                                        |                                                        |                                                        |                                                        |                                                        |  |  |                                                                         |                                                                         |                                                                         |                                                                         |                                                                         |                                                                         |  |  |  |  |  |  |  |  |  |  |
|                                                      |                                                      |                                                                           |                                                              |                                                              |                                                              |                                                              |                                                              |                                                                       |                                                     |                                                     |                                                     |                                                     |                                                     |  |  |                                                        |                                                        |                                                        |                                                        |                                                        |                                                        |  |  |                                                                         |                                                                         |                                                                         |                                                                         |                                                                         |                                                                         |  |  |  |  |  |  |  |  |  |  |
| Enrique Nieto y Finat (n. 1991)                      |                                                      |                                                                           |                                                              |                                                              |                                                              |                                                              |                                                              |                                                                       |                                                     |                                                     |                                                     |                                                     |                                                     |  |  |                                                        |                                                        |                                                        |                                                        |                                                        |                                                        |  |  |                                                                         |                                                                         |                                                                         |                                                                         |                                                                         |                                                                         |  |  |  |  |  |  |  |  |  |  |